# Gevacolor

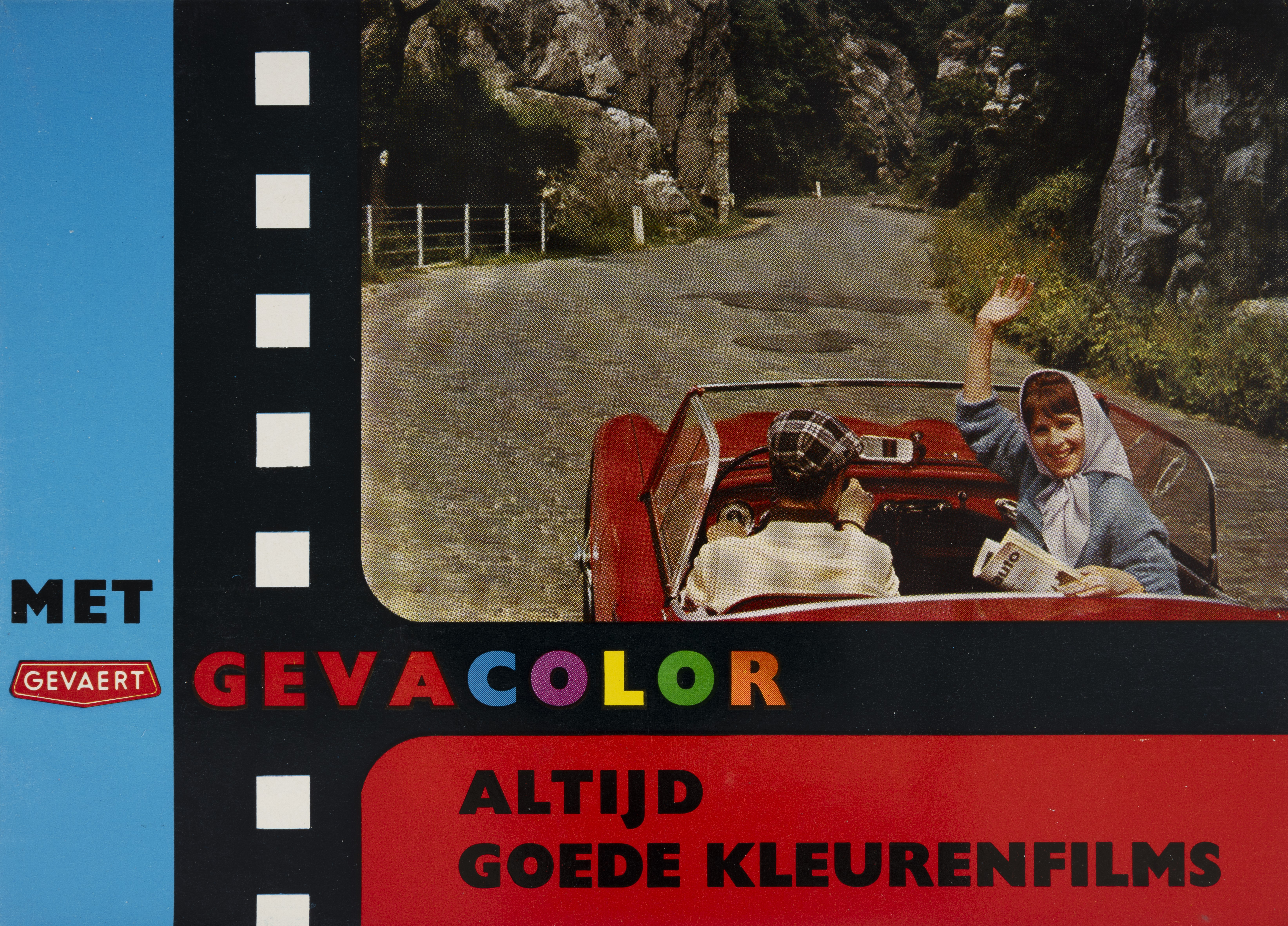
Anúncio do filme Gevacolor em holandês. Ano desconhecido.

Gevacolor é um processo de cinema colorido. Foi introduzido em 1947 por Gevaert na Bélgica e afiliado da Agfacolor. O processo e a empresa floresceram na década de 1950, pois eram adequados para filmagens em locações. Ambas as empresas se fundiram em 1964 para formar a Agfa-Gevaert e continuaram produzindo filmes até a década de 1980.

## História
Embora Gevacolor tenha sido produzido pela primeira vez pela Gevaert em 1947, o nome da marca só foi protegido três anos depois, porque a empresa presumiu que ninguém mais reivindicaria o nome. Em sua revista interna Foto-dienst, a empresa especificou os dois tipos iniciais de Gevacolor: um para filmar à luz do dia e outro para filmar com luz artificial. Ambos estavam disponíveis em filme de pequeno formato (35mm). Embora haja alegações de que a Gevaert foi a primeira empresa a produzir filmes coloridos no período pós-guerra, Roosens duvida dessa afirmação. Ferrania já havia produzido um filme diapositivo durante 1942-1944 e novamente em 1951. Além disso, em 1946, um filme colorido usando a tecnologia Agfacolor estava sendo produzido sob supervisão soviética em uma fábrica em Shostka, sob a marca Sovcolor.

## Lista de filmes rodados em Gevacolor

### Filmes bangladeshianos
| Título      | Cor       | Ano          | Notas                                                  | Ref. |
| ----------- | --------- | ------------ | ------------------------------------------------------ | ---- |
| Narom Garom | Gevacolor | Desconhecido | Primeiro longa-metragem em bangla rodado em Gevacolor. |      |

### Filmes paquistaneses
| Título                 | Cor       | Ano  | Notas | Ref. |
| ---------------------- | --------- | ---- | ----- | ---- |
| Mera Naam Hai Mohabbat | Gevacolor | 1975 |       |      |

### Filmes turcos
| Título              | Cor       | Ano  | Notas | Ref. |
| ------------------- | --------- | ---- | ----- | ---- |
| Çanakkale Aslanları | Gevacolor | 1964 |       |      |

### Filmes europeus
| Título                        | Cor                   | Ano  | Notas | Ref.  |
| ----------------------------- | --------------------- | ---- | --- | ----- |
| La maison du printemps        | Gevacolor             | 1949 | Primeiro filme rodado em Gevacolor. |       |
| Lúdas Matyi                   | Gevacolor             | 1950 | Primeiro longa-metragem na Hungria a ser rodado em Gevacolor.                                                                                  |       |
| Blaubart                      | Colorido              | 1951 | Filmado em Gevacolor. |       |
| Grün ist die Heide            | Gevacolor             | 1951 | | [ 5 ] |
| Cet âge est sans pitié        | Gevacolor             | 1952 | |       |
| Senza Veli                    | Gevacolor             | 1952 | |       |
| Violetas Imperiales           | Gevacolor             | 1952 | | [ 5 ] |
| Alerte au sud                 | Gevacolor             | 1953 | | [ 6 ] |
| Tarantella napoletana         | Gevacolor             | 1953 | |       |
| La dame aux camélias          | Gevacolor             | 1953 | |       |
| L'uomo, la bestia e la virtù  | Parcialmente em cores | 1953 | Algumas cenas foram filmadas em Gevacolor. |       |
| La nave delle donne maledette | Gevacolor             | 1953 | |       |
| Königliche Hoheit             | Gevacolor             | 1953 | Por motivos legais, os filmes alemães rodados em Gevacolor tinham uma isenção de responsabilidade: "Gevacolor nach Agfa und Gevaert Patenten". | [ 5 ] |
| Giovanna d'Arco al rogo       | Gevacolor             | 1954 | | [ 5 ] |
| Orient Express                | Gevacolor             | 1954 | | [ 5 ] |
| Le Comte de Monte-Cristo      | Gevacolor             | 1954 | |       |
| Quai des blondes              | Gevacolor             | 1954 | |       |
| Suspiros de Triana            | Gevacolor             | 1955 | | [ 7 ] |
| India: Matri Bhumi            | Gevacolor             | 1958 | Primeiro documentário-híbrido rodado em Gevacolor.                                                                                             |       |
| The Devil's Nightmare         | Gevacolor             | 1971 | |       |
| L'albero degli zoccoli        | Gevacolor             | 1978 | Último filme rodado em Gevacolor. |       |

### Filmes indianos
| Título                          | Cor                       | Ano  | Notas | Ref. |
| ------------------------------- | ------------------------- | ---- | --- | ---- |
| Kalyaanam Pannippaar            | Parcialmente em cores     | 1952 | Primeiro filme tâmil e do Sul da Índia com sequência colorida. A sequência de músicas de "Engu Sendraayo" foi filmada em cor.                        |      |
| Shahenshah                      | Gevacolor                 | 1953 | Primeiro longa-metragem indiano rodado em Gevacolor.                                                                                                 |      |
| Succa Jhoota                    | Gevacolor                 | 1953 | Primeiro longa-metragem indiano rodado em Gevacolor.                                                                                                 |      |
| Kanavaney Kankanda Deivam       | Parcialmente em cores     | 1955 | Segundo filme tâmil com sequência em cores. Sequência de música de "Jagajothiye" e sequência de dança final em cores.                                |      |
| Alibabavum 40 Thirudargalum     | Colorido                  | 1956 | Primeiro filme tâmil totalmente colorido. |      |
| Marma Veeran                    | Parcialmente em cores     | 1956 | Filme tâmil com algumas cenas filmadas em cores. |      |
| Kannin Manigal                  | Parcialmente em cores     | 1956 | Filme tâmil que contém sequências em Gevacolor.Filme perdido.                                                                                        |      |
| Thangamalai Ragasiyam           | Parcialmente em cores     | 1957 | Filme tâmil. Sequência da música "Ehalogame" em cores.                                                                                               |      |
| Rathnagiri Rahasya              | Parcialmente em cores     | 1957 | Filme canarês. Sequência de uma música em cores. |      |
| Ambikapathy                     | Parcialmente em cores     | 1957 | Filme tâmil. Sequência de duetos em cores. |      |
| Allaudinum Arputha Vilakkum     | Parcialmente em cores     | 1957 | Filme tâmil. Sequência de músicas de "Chelaadum Neerodai Meethae" em cores.                                                                          |      |
| Allavuddin Adbhuta Deepam       | Parcialmente em cores     | 1957 | Filme télugo. Uma sequência de músicas em cores. |      |
| Nadodi Mannan                   | Parcialmente em cores     | 1958 | Filme tâmil. Segunda metade em cores. |      |
| Illarame Nallaram               | Parcialmente em cores     | 1958 | Filme tâmil. Sequência de dança de Saroja Devi e Kumari Kamala em cores.                                                                             |      |
| Engal Kudumbam Perisu           | Parcialmente em cores     | 1958 | Filme tâmil. Drama de dança infantil em cores. |      |
| School Master                   | Parcialmente em cores     | 1958 | Filme canarês. Drama de dança infantil em cores. |      |
| Appu Chesi Pappu Koodu          | Parcialmente em cores     | 1958 | Filme télugo. Uma sequência de dança em cores. |      |
| Thirumanam                      | Parcialmente em cores     | 1958 | Filme tâmil. Sequência de dança de Gopi Krishna, Kumari Kamala e B. Sarojadevi em cores. Este é um filme perdido sem nenhuma impressão sobrevivente. |      |
| Minnal Veeran                   | Parcialmente em cores     | 1959 | Filme tâmil. Algumas sequências em cores. |      |
| Deiva Balam                     | Parcialmente em cores     | 1959 | Filme tâmil. Segunda metade do filme e outros segmentos em cores.                                                                                    |      |
| Daiva Balam                     | Parcialmente em cores     | 1959 | Filme télugo. Segunda metade do filme e outros segmentos em cores.                                                                                   |      |
| Veerapandiya Kattabomman        | Gevacolor                 | 1959 | Filme tâmil. Filmado inteiramente em Gevacolor, depois impressos lançados em Technicolor.                                                            |      |
| Athisaya Penn                   | Parcialmente em Gevacolor | 1959 | Filme tâmil. O filme foi rodado em Gevacolor. O clímax deste filme foi rodado em Technicolor por 45 minutos.                                         |      |
| Adutha Veetu Penn               | Parcialmente em cores     | 1960 | Filme tâmil. A música "Enakkaga Nee Raja" foi filmada em cores.                                                                                      |      |
| Kuzhandhaigal Kanda Kudiyarasu  | Parcialmente em cores     | 1960 | Filme tâmil. Algumas partes do filme apareceram em cores.                                                                                            |      |
| Pillalu Techina Challani Rajyam | Parcialmente em cores     | 1960 | Filme télugo. Algumas partes do filme apareceram em cores.                                                                                           |      |
| Makkala Rajya                   | Parcialmente em cores     | 1960 | Filme canarês. Algumas partes do filme apareceram em cores.                                                                                          |      |
| Runanubandham                   | Parcialmente em cores     | 1960 | Filme télugo. |      |
| Sri Valli                       | Colorido                  | 1961 | Filme tâmil. |      |
| Sabarimala Sri Ayyappan         | Colorido                  | 1961 | Único filme malaiala em Gevacolor |      |
| Kappalottiya Thamizhan          | Parcialmente em cores     | 1961 | Filme tâmil. Uma sequência de música filmada em cores.                                                                                               |      |
| Aradhana                        | Parcialmente em cores     | 1962 | Filme télugo. Sequência da música "Ohoho Mavayya" em cores.                                                                                          |      |
| Lava Kusa                       | Gevacolor                 | 1963 | Último filme tâmil a ser rodado em Gevacolor. |      |
| Lava Kusa                       | Gevacolor                 | 1963 | O primeiro longa-metragem télugo a ser rodado em Gevacolor.                                                                                          |      |

### Filmes malaios
| Título        | Cor       | Ano  | Notas                                                              | Ref. |
| ------------- | --------- | ---- | ------------------------------------------------------------------ | ---- |
| Buloh Perindu | Gevacolor | 1953 | Primeiro longa-metragem da Malásia rodado em Gevacolor.            |      |
| Ribut         | Gevacolor | 1956 | Terceiro filme colorido na Malásia e o segundo filme em Gevacolor. |      |
| Mahsuri       | Gevacolor | 1959 | Terceiro filme em Gevacolor na Malásia.                            |      |